# Gabriel Ríos

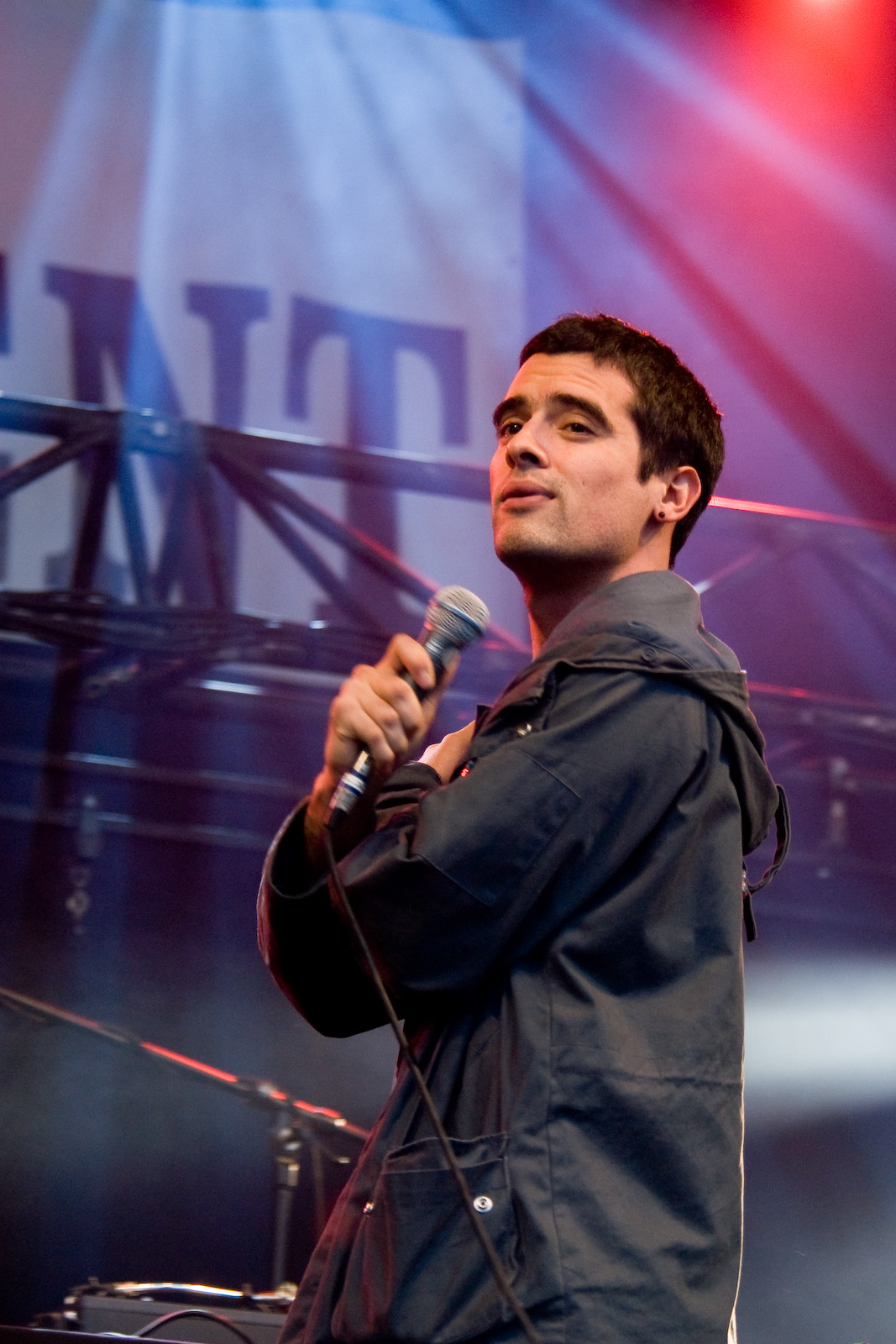
Gabriel Ríos (2006)

Gabriel Ríos (* 25. August 1978 in San Juan) ist ein puerto-ricanischer Musiker, der vor allem in Belgien erfolgreich ist.

## Biografie
Gabriel Riós wuchs in der Hauptstadt seines Heimatlandes Puerto Rico auf. Er sang als Kind im Kirchenchor, spielte später in einer Beatles-Coverband und versuchte sich in weiteren Stilrichtungen. Wegen einer belgischen Freundin zog er 1996 nach Gent und begann dort ein Kunststudium. Daneben betätigte er sich auch in verschiedenen einheimischen Bands wie den Nothing Bastards und L. Santo und machte sich schließlich als Musiker selbstständig.
Sein Debütalbum Ghostboy veröffentlichte Ríos Anfang 2004. Produziert wurde es von Jo Bogaert, ehemals Mitglied von Technotronic. Musikalisch mischt er darin Rock und Hip-Hop mit puerto-ricanischen Musikstilen wie Bomba und Plena. Anfänglich stieg das Album in die Top 20 im niederländischsprachigen Teil Belgiens und entwickelte sich zu einem der langlebigsten Alben in den Charts. Über zwei Jahre verbrachte das Album insgesamt in den Top 100 und erreichte im Juli 2005 mit Platz 6 seine Höchstposition. Kurz zuvor war es auch in den Niederlanden veröffentlicht worden und stieg auch dort in die Charts ein. Ein Lied des Albums, Broad Daylight, war außerdem im Film 06/05 (deutscher Titel Der sechste Mai) des ermordeten Regisseurs Theo van Gogh verwendet worden. Nach der Ausstrahlung Anfang 2006 erreichte die Single Platz 11 der Nederlandse Top 40 und auch das Album stieg noch einmal bis auf Platz 24.
Ende 2006 nahm der Puerto-Ricaner zusammen mit dem Belgier Flip Kowlier und dem Amerikaner Michael Franti den Song What’s This? auf und hatte damit auch in den belgischen Singlecharts seinen ersten Top-Ten-Hit. Es folgte das zweite Studioalbum Angelhead, das im April 2007 Platz 2 erreichte und wieder über ein Jahr in den Charts blieb.
Nach einer längeren Pause meldete sich Gabriel Ríos Anfang 2010 wieder zurück. Zusammen mit Natalia Druyts nahm er den Klassiker Hallelujah von Leonard Cohen auf. Die Benefizsingle für die Opfer des Erdbebens in Haiti im Januar war ein Nummer-eins-Hit für das Duo. Das dritte Album The Dangerous Return, das Ende des Jahres folgte und auf dem er mit dem Jazzpianisten Jef Neve zusammenarbeitete, konnte allerdings nicht an die Erfolge von Rios’ ersten beiden Werken heranreichen.
Danach folgte erneut eine längere Zeit ohne Veröffentlichungen, bevor im Oktober 2013 der Song Gold erschien. Er erreichte Platz 4 der flämischen Charts und war mit 19 Chartwochen die bis dahin erfolgreichste Single von Rios. Insbesondere durch einen Remix des australischen Tropical-House-DJs Thomas Jack wurde das Lied im Jahr darauf auch über den niederländischsprachigen Raum hinaus bekannt und kam in Norwegen im Herbst 2014 auf Platz eins. Das zugehörige Album This Marauder’s Midnight stieg auf Platz eins der belgischen Charts ein.

## Diskografie

### Alben
| Jahr | Titel                    | Höchstplatzierung, Gesamtwochen, AuszeichnungChartplatzierungen (Jahr, Titel, Platzierungen, Wochen, Auszeichnungen, Anmerkungen) | Höchstplatzierung, Gesamtwochen, AuszeichnungChartplatzierungen (Jahr, Titel, Platzierungen, Wochen, Auszeichnungen, Anmerkungen) | Höchstplatzierung, Gesamtwochen, AuszeichnungChartplatzierungen (Jahr, Titel, Platzierungen, Wochen, Auszeichnungen, Anmerkungen) | Anmerkungen                                                                        |
| Jahr | Titel                    | BEF | BEW | NL | Anmerkungen                                                                        |
| ---- | ------------------------ | --- | --- | --- | ---------------------------------------------------------------------------------- |
| 2004 | Ghostboy                 | BEF6 Gold · (118 Wo.)BEF | — | NL24 (34 Wo.)NL | Erstveröffentlichung: 16. Januar 2004 in NL erst im Mai 2005 in den Charts         |
| 2005 | En vivo                  | BEF27 (26 Wo.)BEF | — | NL40 (13 Wo.)NL | Erstveröffentlichung: 14. November 2005 Livealbum                                  |
| 2007 | Angelhead                | BEF2 Platin · (55 Wo.)BEF | BEW97 (1 Wo.)BEW | NL34 (11 Wo.)NL | Erstveröffentlichung: 13. April 2007                                               |
| 2010 | The Dangerous Return     | BEF9 Gold · (19 Wo.)BEF | — | — | Erstveröffentlichung: 22. November 2010                                            |
| 2011 | Two Compilations         | BEF78 (15 Wo.)BEF | — | — | Erstveröffentlichung: 5. Dezember 2011 Doppel-CD, Kompilation                      |
| 2014 | This Marauder’s Midnight | BEF1 (67 Wo.)BEF | BEW56 (6 Wo.)BEW | NL95 (1 Wo.)NL | Erstveröffentlichung: 15. September 2014 in NL erst im Dezember 2015 in den Charts |
| 2021 | Flore                    | BEF2 (32 Wo.)BEF | — | — | Erstveröffentlichung: 12. Februar 2021                                             |

### Singles
| Jahr | Titel Album                         | Höchstplatzierung, Gesamtwochen, AuszeichnungChartplatzierungen (Jahr, Titel, Album, Platzierungen, Wochen, Auszeichnungen, Anmerkungen) | Höchstplatzierung, Gesamtwochen, AuszeichnungChartplatzierungen (Jahr, Titel, Album, Platzierungen, Wochen, Auszeichnungen, Anmerkungen) | Höchstplatzierung, Gesamtwochen, AuszeichnungChartplatzierungen (Jahr, Titel, Album, Platzierungen, Wochen, Auszeichnungen, Anmerkungen) | Anmerkungen                                                                              |
| Jahr | Titel Album                         | BEF | BEW | NL | Anmerkungen                                                                              |
| ---- | ----------------------------------- | --- | --- | --- | ---------------------------------------------------------------------------------------- |
| 2006 | Broad Daylight Ghostboy             | — | — | NL11 (10 Wo.)NL | Erstveröffentlichung: 20. Januar 2006 Film: Der sechste Mai                              |
| 2006 | What’s This? –                      | BEF5 (4 Wo.)BEF | — | — | Franti, Rios & Kowlier                                                                   |
| 2007 | Angelhead / Porque te vas Angelhead | BEF15 (14 Wo.)BEF | — | — | Erstveröffentlichung: 9. März 2007                                                       |
| 2007 | Baby Lone Star Angelhead            | BEF41 (4 Wo.)BEF | — | — |                                                                                          |
| 2010 | Hallelujah –                        | BEF1 Platin · (14 Wo.)BEF | BEW6 (5 Wo.)BEW | — | Erstveröffentlichung: 29. Januar 2010 mit Natalia; Original: Leonard Cohen Benefizsingle |
| 2010 | Dauphine The Dangerous Return       | BEF16 (11 Wo.)BEF | — | — | Erstveröffentlichung: 11. Oktober 2010                                                   |
| 2013 | Gold This Marauder’s Midnight       | BEF4 Platin · (20 Wo.)BEF | BEW40 (1 Wo.)BEW | NL— PlatinNL | Erstveröffentlichung: 21. Oktober 2013 Platz eins in Norwegen                            |

Weitere Singles
- Unrock (2005)
- I’m Gonna Die Tonight (2007)
- Stay / Voodoo Chile (2008)
- Straight Song (2011)
- You Will Go Far (2011)
- Tidal Wave (2011)
- Gulliver (2011)
- El ratón (2012)
- Police Sounds (2014)
- Song No. 7 (2014)
- Skip the Intro (2014)
- Swing Low (2014)

## Auszeichnungen für Musikverkäufe
| Goldene Schallplatte - Dänemark - 2015: für die Single Gold |

Anmerkung: Auszeichnungen in Ländern aus den Charttabellen bzw. Chartboxen sind in ebendiesen zu finden.
| Land/RegionAuszeichnungen für Musikverkäufe (Land/Region, Auszeichnungen, Verkäufe, Quellen) | Gold     | Platin     | Verkäufe | Quellen     |
| -------------------------------------------------------------------------------------------- | -------- | ---------- | -------- | ----------- |
| Belgien (BRMA)                                                                               | 2× Gold2 | 3× Platin3 | 150.000  | ultratop.be |
| Dänemark (IFPI)                                                                              | Gold1    | —          | 30.000   | ifpi.dk     |
| Niederlande (NVPI)                                                                           | —        | Platin1    | 20.000   | nvpi.nl     |
| Insgesamt                                                                                    | 3× Gold3 | 4× Platin4 |          |             |